# Хибернианс

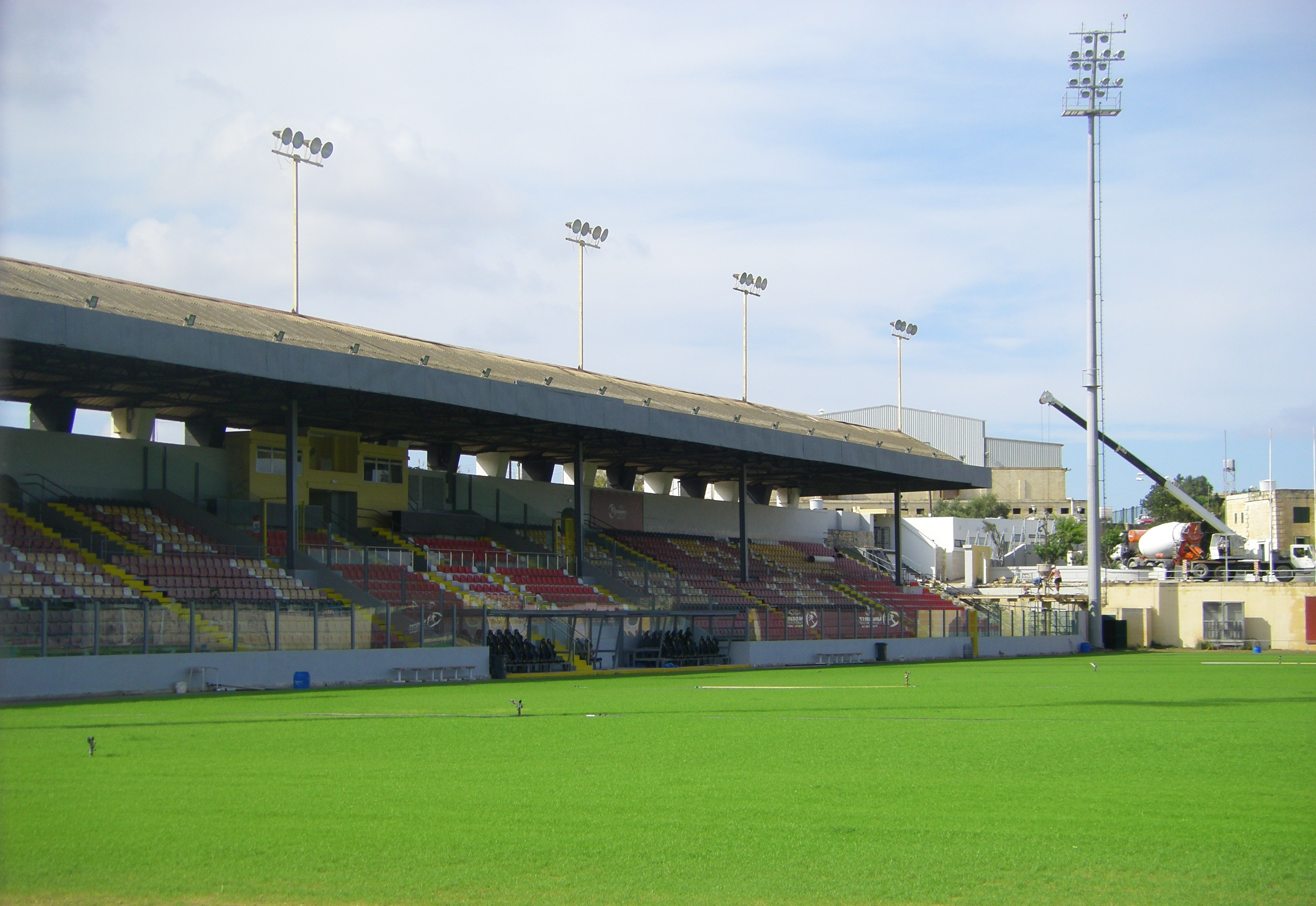
Домашний стадион клуба
«Хибернианс Стэдиум»

«Хибернианс» (англ. Hibernians Football Club) — мальтийский профессиональный футбольный клуб из города Паола. Основан в 1922 году. Домашние матчи команда проводит на арене «Хибернианс Стэдиум».
Один из сильнейших футбольных клубов Чемпионата Мальты по футболу.

## История
Клуб играл один сезон в 1922 году под названием «Конститушаналс» (Constitutionals FC), представляя пробританскую Конституционную партию. Но вскоре Конституционная партия настолько расстроила католическую церковь, что в мае 1930 года католикам было приказано не голосовать за партию. Год спустя футбольный клуб изменил своё название на «Хибернианс» (Hibernians FC), как дань уважения шотландскому клубу «Хиберниан», основанному ирландскими католиками в Эдинбурге (слово хиберниан преводится как «ирландец», соответственно хибернианс — «ирландцы»). «Хибернианс» выиграл свой первый матч в октябре 1931 года против «ХМС Антелоп» со счётом 2:1.
«Хибернианс» — единственный клуб, который ни разу не вылетал из высшего дивизиона чемпионата Мальты и принимал участие во всех чемпионатах Мальты с начала их проведения. Хибс стал первым мальтийским клубом (в 1961 году), сыгравшем в еврокубках. Среди матчей клуба в еврокубках выделяются две нулевые ничьи с такими грандами европейского футбола, как «Манчестер Юнайтед» в 1967 году и мадридский «Реал» в 1970-м. Наибольшее достижение клуба в еврокубках — 2-й квалификационный раунд Лиги чемпионов в сезоне 2002/2003.
У «Хибернианс» есть команда по футзалу, которая играет в высшей лиге Мальты.

## Достижения клуба
- Чемпион Мальты
  - Чемпион (13): 1960/61, 1966/67, 1968/69, 1978/79, 1980/81, 1981/82, 1993/94, 1994/95, 2001/02, 2008/09, 2014/15, 2016/17, 2021/22[3]

- - Вице-чемпион (13): 1932/33, 1933/34, 1936/37, 1950/51, 1959/60, 1962/63, 1973/74, 1977/78, 1985/86, 2011/12, 2012/13, 2018/19,

- Мальта Трофи
  - Победитель (10): 1961/62, 1969/70, 1970/71, 1979/80, 1981/82, 1997/98, 2005/06, 2006/07, 2011/12, 2012/13
  - Финалист (11): 1947/48, 1950/51, 1951/52, 1960/61, 1962/63, 1965/66, 1966/67, 1967/68, 1974/75, 1996/97, 2014/15

- Суперкубок Мальты
  - Победитель (3): 1994, 2007, 2015, 2022
  - Финалист (8): 1986, 1995, 1998, 2002, 2006, 2009, 2012, 2013

## Статистика выступлений в еврокубках
| Соревнование             | М  | В | Н | П  | МЗ | МП  |
| ------------------------ | -- | - | - | -- | -- | --- |
| Лига чемпионов           | 18 | 2 | 4 | 12 | 14 | 51  |
| Кубок УЕФА               | 20 | 2 | 0 | 18 | 12 | 78  |
| Кубок обладателей кубков | 14 | 2 | 2 | 10 | 4  | 26  |
| Кубок Интертото          | 12 | 2 | 2 | 8  | 9  | 26  |
| Всего                    | 64 | 8 | 8 | 48 | 39 | 181 |

26 раз команда участвовала в еврокубках. Первый же опыт оказался на редкость успешным. В 1962 году по сумме двух матчей был обыгран греческий «Олимпиакос». В 1970 грянула настоящая сенсация. Всё в том же Кубке Кубков «Хибс» добился нулевой ничьей с самим мадридским Реалом.
Всего же «Хибернианс» только 2 раза преодолевали первый квалификационный раунд во всех еврокубковых турнирах. В 1971 в розыгрыше Кубка Кубков был переигран исландский «Фрам» (3:0, 0:2), а также в Лиге Чемпионов 2002/03 был преодолён барьер в лице ирландского «Шелборна» (2:2, 1:0), но дальше не позволила пройти португальская «Боавишта», хотя мальтийцы добились ничьей 3:3.
Среди других, заслуживающих уважения результатов, была, например, ничья с очень сильным в 70-х румынским «Стяуа», ничья 0:0 в Лиге Чемпионов с «Манчестер Юнайтед» в 1967-м, выигрыш у «Браги» в 1978 со счётом 3:2, а также победа над минским «Динамо» в 1994.
В недавней Лиге Чемпионов 2009/10 «Хибс» бесславно уступили черногорскому «Могрену» с общим счётом 0:6.
С российскими клубами мальтийцы встретились лишь однажды. Было это в кубке «Интертото» 1996 года. Тогда «Хиберниансу» противостоял «Уралмаш». Итог 1:2 в пользу екатеринбуржцев.

### Выступления в еврокубках
| Сезон   | Турнир                      | Раунд                   | Соперник           | Дома   | В гостях | Общий счёт |  |
| ------- | --------------------------- | ----------------------- | ------------------ | ------ | -------- | ---------- |  |
| 1961/62 | Кубок европейских чемпионов | Первый раунд            | Серветт            | 1:2    | 0:5      | 1:7        |  |
| 1962/63 | Кубок обладателей кубков    | Предварительный раунд   | Олимпиакос         | отмена | отмена   | w/o        |  |
| 1962/63 | Кубок обладателей кубков    | Первый раунд            | Атлетико Мадрид    | 0:1    | 0:4      | 0:5        |  |
| 1967/68 | Кубок европейских чемпионов | Первый раунд            | Манчестер Юнайтед  | 0:0    | 0:4      | 0:4        |  |
| 1968/69 | Кубок ярмарок               | Первый раунд            | Арис Салоники      | 0:6    | 0:1      | 0:7        |  |
| 1969/70 | Кубок европейских чемпионов | Первый раунд            | Спартак Трнава     | 2:2    | 0:4      | 2:6        |  |
| 1970/71 | Кубок обладателей кубков    | Предварительный раунд   | Реал Мадрид        | 0:0    | 0:5      | 0:5        |  |
| 1971/72 | Кубок обладателей кубков    | Предварительный раунд   | Фрам               | 3:0    | 0:2      | 3:2        |  |
| 1971/72 | Кубок обладателей кубков    | Первый раунд            | Стяуа              | 0:0    | 0:1      | 0:1        |  |
| 1974/75 | Кубок УЕФА                  | Первый раунд            | Амстердам          | 0:7    | 0:5      | 0:12       |  |
| 1976/77 | Кубок УЕФА                  | Первый раунд            | Грассхоппер        | 0:2    | 0:7      | 0:9        |  |
| 1978/79 | Кубок УЕФА                  | Первый раунд            | Брага              | 3:2    | 0:5      | 3:7        |  |
| 1979/80 | Кубок европейских чемпионов | Первый раунд            | Дандолк            | 1:0    | 0:2      | 1:2        |  |
| 1980/81 | Кубок обладателей кубков    | Первый раунд            | Уотерфорд Юнайтед  | 1:0    | 0:4      | 1:4        |  |
| 1981/82 | Кубок европейских чемпионов | Первый раунд            | Црвена Звезда      | 1:2    | 1:8      | 2:10       |  |
| 1982/83 | Кубок европейских чемпионов | Первый раунд            | Видзев             | 1:4    | 1:3      | 2:7        |  |
| 1986/87 | Кубок УЕФА                  | Первый раунд            | Тракия             | 0:2    | 0:8      | 0:10       |  |
| 1990/91 | Кубок УЕФА                  | Первый раунд            | Партизан           | 0:3    | 0:2      | 0:5        |  |
| 1994/95 | Кубок УЕФА                  | Предварительный раунд   | Динамо Минск       | 4:3(д) | 1:3      | 5:6        |  |
| 1995/96 | Кубок УЕФА                  | Предварительный раунд   | Черноморец Одесса  | 2:5    | 0:2      | 2:7        |  |
| 1996    | Кубок Интертото             | Группа 11               | Уралмаш            | 1:2    | -        | 5-е        |  |
| 1996    | Кубок Интертото             | Группа 11               | ЦСКА София         | -      | 1:4      | 5-е        |  |
| 1996    | Кубок Интертото             | Группа 11               | Страсбург          | 0:2    | -        | 5-е        |  |
| 1996    | Кубок Интертото             | Группа 11               | Коджаэлиспор       | -      | 3:5      | 5-е        |  |
| 1997/98 | Кубок обладателей кубков    | Предварительный раунд   | Вестманнаэйяр      | 0:1    | 0:3      | 0:4        |  |
| 1998/99 | Кубок обладателей кубков    | Предварительный раунд   | Амика              | 0:1    | 0:4      | 0:5        |  |
| 2001    | Кубок Интертото             | Первый раунд            | Заглембе Любин     | 1:0    | 0:4      | 1:5        |  |
| 2002/03 | Лига чемпионов УЕФА         | Первый отборочный раунд | Шелбурн            | 2:2    | 1:0      | 3:2        |  |
| 2002/03 | Лига чемпионов УЕФА         | Второй отборочный раунд | Боавишта           | 3:3    | 0:4      | 3:7        |  |
| 2003    | Кубок Интертото             | Первый раунд            | АС Аллианси        | 1:1    | 0:1      | 1:2        |  |
| 2004    | Кубок Интертото             | Первый раунд            | Славен Белупо      | 2:1    | 0:3      | 2:4        |  |
| 2005/06 | Кубок УЕФА                  | Первый отборочный раунд | Омония Никосия     | 0:3    | 0:3      | 0:6        |  |
| 2006/07 | Кубок УЕФА                  | Первый отборочный раунд | Динамо Бухарест    | 0:4    | 1:5      | 1:9        |  |
| 2007/08 | Кубок УЕФА                  | Первый отборочный раунд | Воеводина          | 0:2    | 1:5      | 1:7        |  |
| 2008    | Кубок Интертото             | Первый раунд            | Горица             | 0:3    | 0:0      | 0:3        |  |
| 2009/10 | Лига чемпионов УЕФА         | Первый отборочный раунд | Могрен             | 0:2    | 0:4      | 0:6        |  |
| 2012/13 | Лига Европы УЕФА            | Первый отборочный раунд | Сараево            | 4:4    | 2:5      | 6:9        |  |
| 2013/14 | Лига Европы УЕФА            | Первый отборочный раунд | Воеводина          | 1:4    | 2:3      | 3:7        |  |
| 2014/15 | Лига Европы УЕФА            | Первый отборочный раунд | Спартак Трнава     | 2:4    | 0:5      | 2:9        |  |
| 2015/16 | Лига чемпионов УЕФА         | Второй отборочный раунд | Маккаби Тель-Авив  | 2:1    | 1:5      | 3:6        |  |
| 2016/17 | Лига Европы УЕФА            | Первый отборочный раунд | Спартак Трнава     | 0:3    | 0:3      | 0:6        |  |
| 2017/18 | Лига чемпионов УЕФА         | Первый отборочный раунд | ФКИ Таллинн        | 2:0    | 1:0      | 3:0        |  |
| 2017/18 | Лига чемпионов УЕФА         | Второй отборочный раунд | Ред Булл Зальцбург | 0:3    | 0:3      | 0:6        |  |
| 2019/20 | Лига Европы УЕФА            | Первый отборочный раунд | Шахтёр Солигорск   | 0:1    | 0:1      | 0:2        |  |
| 2020/21 | Лига Европы УЕФА            | Первый отборочный раунд | Вадуц              | -      | 2:0      | 2:0        |  |
| 2020/21 | Лига Европы УЕФА            | Второй отборочный раунд | МОЛ Види           | 0:1    | -        | 0:1        |  |